# Епіне-су-Сенар (кантон)
Епіне́-су-Сена́р (фр. Épinay-sous-Sénart) — кантон у Франції, в департаменті Ессонн регіону Іль-де-Франс.

## Склад кантону
Кантон включає в себе 4 муніципалітети:
| Муніципалітет     | Площа | Населення, осіб | Рік  |
| ----------------- | ----- | --------------- | ---- |
| Буссі-Сент-Антуан | 2,90  | 6536            | 2007 |
| Варенн-Жарсі      | 5,48  | 2314            | 2007 |
| Епіне-су-Сенар    | 3,58  | 12652           | 2007 |
| Кенсі-су-Сенар    | 5,20  | 7608            | 2007 |

## Консули кантону
| Період    | Консул          | Посада                               |
| --------- | --------------- | ------------------------------------ |
| 1985—1998 | Daniel Lobry    |                                      |
| 1998—2011 | Richard Messina | Мер муніципалітету Буссі-Сент-Антуан |

| Франція | Це незавершена стаття з географії Франції. Ви можете допомогти проєкту, виправивши або дописавши її. |